# Port Wing (condado de Bayfield)
Port Wing es un lugar designado por el censo (en inglés, census-designated place, CDP) situado en el municipio homónimo, en el condado de Bayfield, Wisconsin, Estados Unidos. Según el censo de 2020, tiene una población de 156 habitantes.

## Geografía
La localidad está ubicada en las coordenadas 46°46′32″N 91°22′50″O / 46.77556, -91.38056. Según la Oficina del Censo, tiene una superficie de 2.98 km², correspondientes en su totalidad a tierra firme.

## Demografía
Según el censo de 2020, hay 156 personas residiendo en la localidad. La densidad de población es de 52 hab./km². El 90.38% de los habitantes sonblancos, el 3.85% son amerindios, el 0.64% es asiático, el 0.64% es de otra raza y el 4.49% son de una mezcla de razas. Del total de la población, el 2.56% son hispanos o latinos de cualquier raza.